# Arbetarstat
Arbetarstat är enligt marxistisk terminologi en stat där borgarklassen har störtats och arbetarklassen genom proletariatets diktatur är härskande klass. Begreppet arbetar- och bondestat (tyska: Arbeiter-und-Bauern-Staat) har använts med liknande innebörd, och förekom i DDR:s beskrivningar av sig själv.